# Нижні Деревеньки
Нижні Деревеньки (рос. Нижние Деревеньки) — село в Льговському районі Курської області Російської Федерації.
Населення становить 583 особи. Входить до складу муніципального утворення Большеугонська сільрада.

## Історія
Населений пункт розташований на території українського етнічного та культурного краю Східна Слобожанщина.
Від 2004 року входить до складу муніципального утворення Большеугонська сільрада.

## Населення
| 1860 | 1902  | 2002 | 2010 |
| ---- | ----- | ---- | ---- |
| 1885 | ↗2400 | ↘717 | ↘583 |